# Vöröskolostor
Vöröskolostor (szlovákul Červený Kláštor) Alsólehnic településrésze Szlovákiában, az Eperjesi kerület Késmárki járásában.

## Fekvése
Ólublótól 25 km-re északnyugatra, a szlovák-lengyel határon, a Dunajec jobb partján. Alsólehnic nyugati részét képezi.

## Nevének eredete
A település nevét kolostora vörös tégláiról, más forrás szerint vörös tetőcserepeiről kapta.

## Története
Ősi kolostora a karthauziaknak épült 1319-ben. A Berzeviczy család őse, Kakas fia Rikolf alapította a Dunajec jobb partján, saját birtokán. Mivel a kolostor vörös téglákból épült, ezért a helyiek Vöröskolostornak nevezték el. A kolostor széles körű kiváltságokkal rendelkezett, volt malma, sörfőzdéje, halászati joga. Ezeken kívül kiterjedt birtokok, köztük számos falu biztosították a jövedelmét.
A falut 1344-ben „Uyvagas” néven említik először. Szent Antal templomát 1360-ban kezdték el építeni. 1431-ben egy huszita csapat dúlta fel, több szerzetest megölve. 1563-ig volt a szerzetesek birtokában, majd számos tulajdonosa volt. A 15. századtól erődítményként a Lengyelországba vezető utat ellenőrizte. Többször zaklatták Szapolyai János és I. Ferdinánd katonái is. 1545-ben Nedec várának alárendeltségébe tartozott. Végül 1563-ban – miután a szerzetesek Lengyelországba menekültek – a kolostort bezárták, birtokait pedig a szepesi káptalan vette át. 1569-ben Magócsi Gáspár, később Thököly István, majd 1612-ben Horváth-Palocsay György, 1625-ben Rákóczi Pál volt a birtokosa. 1699-ben Matyasovszky László nyitrai püspök vette meg, majd 1705-ben kamalduli szerzeteseknek ajándékozta, akik 1747-re helyreállították a templomot és a kolostort. Itt született a Biblia első szlovák nyelvű fordítása 1750-ben és az első latin-szlovák szótár 1763-ban. 1786-ban a rend megszűntével az eperjesi görögkatolikus püspökségé lett, amely 1848-ban eladta. Nagy értékű könyvtára Budapestre, míg művészi értékű kincsei a lengyelországi Muszynába kerültek. Területe 1920-ig Szepes vármegye Szepesófalui járásához tartozott.
1907-ben csaknem teljesen leégett. 1948-ban egyesítették Alsólehnic, Vöröskolostor és Koronahegyifürdő településeket egy közigazgatási egységbe.

## Nevezetességei
- Kolostorának épületei részben helyre vannak állítva, ebédlőjében 1520-ból való freskók láthatók. A 18. században barokk stílusban építették át. A kolostor temploma is barokk stílusú, oltárképét R. Reismayer festette 1756-ban. Tornya 1750-ben épült a korábbi alapjain. 1956 és 1966 között az egész épületegyüttest felújították.
- A település határában tör át a Dunajec folyó a 800–900 m magas mészkőszirtek között Lengyelország felé. A folyón évente nagyszabású vízi-szlalomversenyt rendeznek.
- A környék egyik legkedveltebb idegenforgalmi látványossága a tutajozás a Dunajec vadvizein, ami a Vörös kolostornál ér véget.
- Fürdője kis üdülőhely glaubersós gyógyvízzel.
- 1976-óta minden júniusban megrendezik a Magurántúli Népművészeti Fesztivált.

## Híres személyek
- A helyi legendárium egyik leghíresebb alakja a Sziléziából ideszármazott Ciprián fráter, aki 1768-ban a világ (egyik) legelső siklórepülését hajtotta végre saját építésű szerkezetével.

## Képek

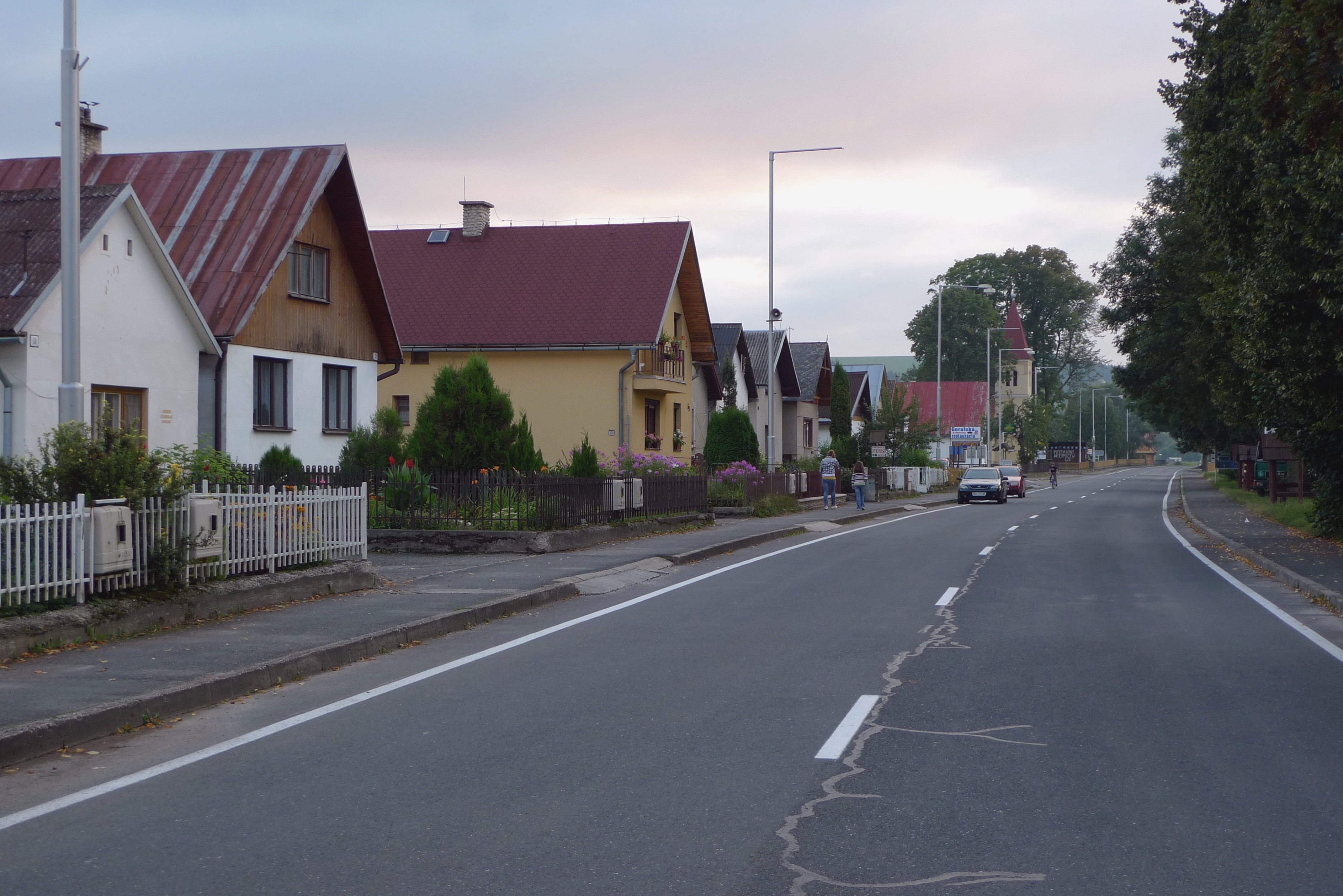
Utcakép
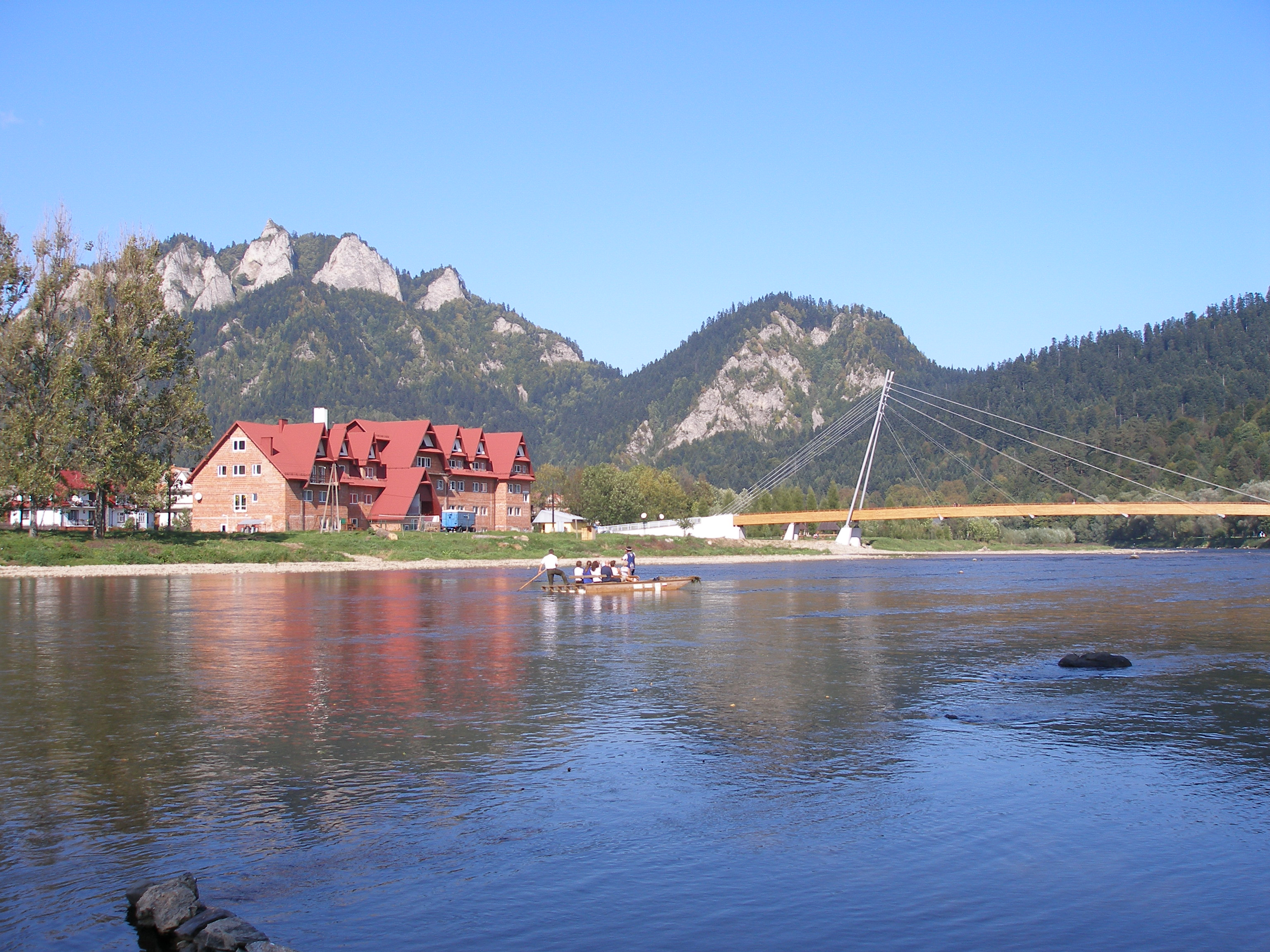
Tutajozás a Dunajecen
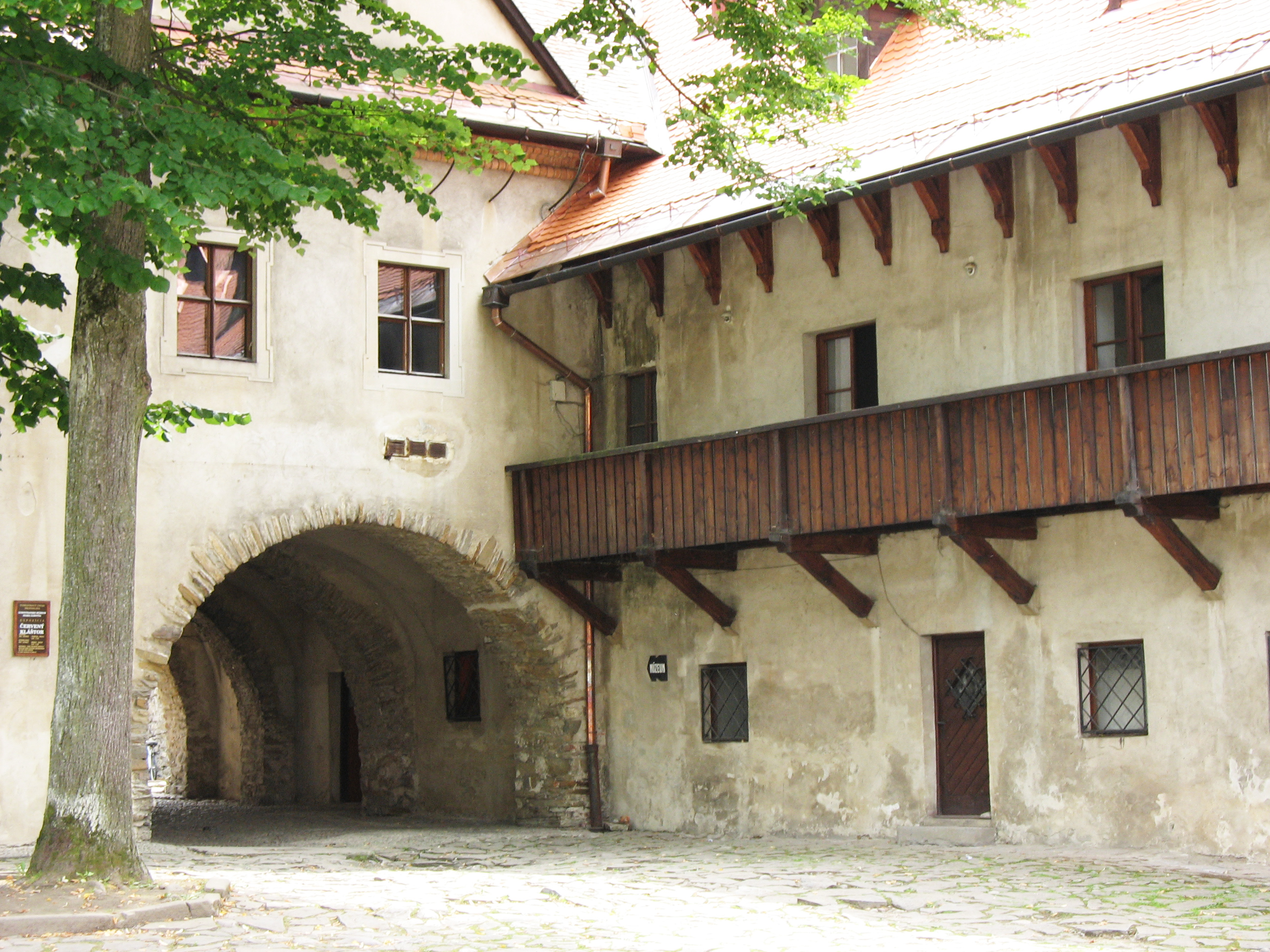
A kolostor udvara
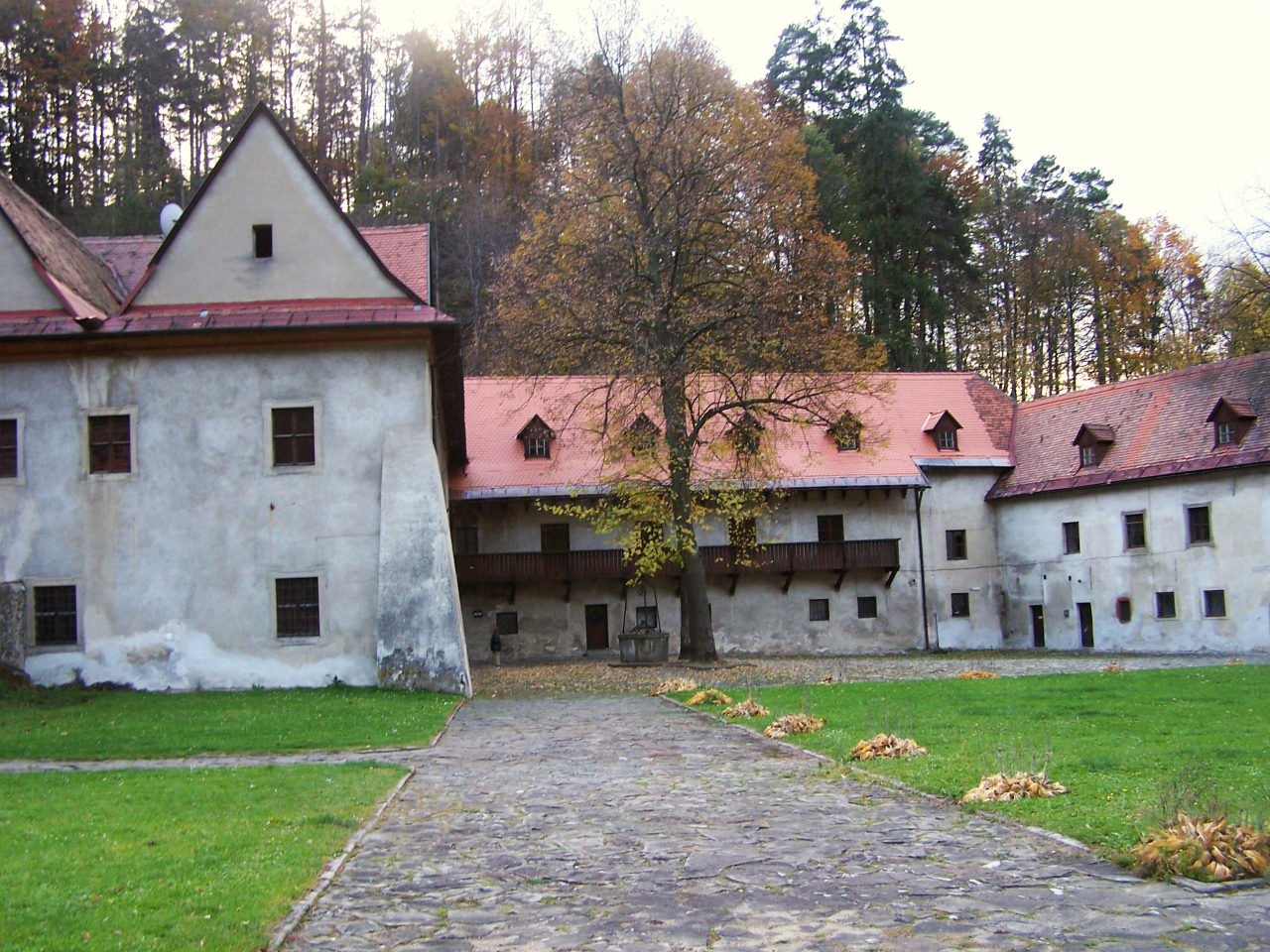
A kolostor udvara

## Külső hivatkozások
- A község hivatalos oldala
- Vöröskolostor ismertetője (szlovákul)
- A kolostorról magyarul
- A kolostor a szlovák múzeumok honlapján
- Vöröskolostor a Tátra turisztikai honlapján Archiválva 2009. július 6-i dátummal a Wayback Machine-ben

## Lásd még
- Alsólehnic
- Koronahegyifürdő